# Note2 Errata
Note2 Errata – minialbum warszawskiego rapera o pseudonimie Tede. Album ukazał się 2 października 2009 nakładem wytwórni Wielkie Joł. Producentem nagrań był Sir Michu. 
Od autora:
"To nowe spojrzenie na zaistniałą sytuację i oczywista kontynuacja naszego albumu. Okładkę projektował wiadomo kto i właśnie taki był pomysł, żeby przypominała wiadomo co. 2109 Pokolenie N2 powstań! Polska powstań, Wielkie Joł "– dodaje Tede.
Plik w formacie mp3 Tede Note2 Errata można pobrać z oficjalnej strony wytwórni Wielkie Joł.
W 2019 wraz z reedycją Note2, ukazała się fizyczna wersja Note2 Errata.

## Lista utworów
| # | Tytuł                        | Producent |
| - | ---------------------------- | --------- |
| 1 | Stary, dobry wróg            | Sir Michu |
| 2 | Orkiestra gra (diss na Peje) | Sir Michu |
| 3 | Psychooo                     | Sir Michu |